# Ebierbing

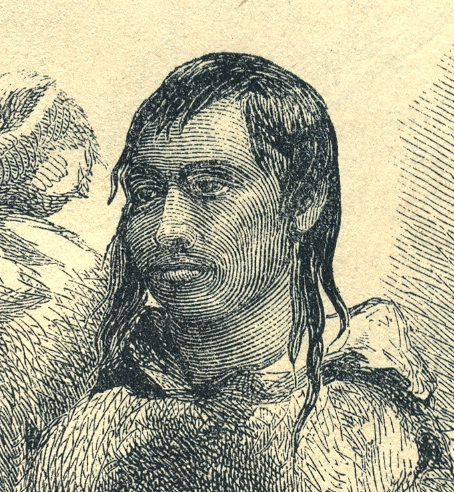
Ebierbing, grabado de 1862.

Ebierbing (Inuktitut: Ipiirviq) (c. 1837 - c. 1881), también conocido como "Joe", "Eskimo Joe" y "Joseph Ebierbing", fue un guía inuit y explorador, que prestó asistencia a varios exploradores estadounidenses del Ártico, entre ellos Charles Francis Hall y Frederick Schwatka. Junto con su esposa Tookoolito, fue uno de los inuit más conocidos y que hicieron más viajes por el Ártico en las décadas de 1860 y de 1870. 
El apodo de "Joe" le fue dado por los balleneros del Cumberland Sound. En 1852, uno de los balleneros, Thomas Bowlby, se llevó con él a Joe y a su esposa Tookoolito, conocida como "Hannah", y a otro joven inuk al puerto ballenero inglés de Hull. Fueron exhibidos en varios lugares, pero siempre teniendo cuidado de dejar bien claro que Joe y Hannah eran marido y mujer, y que se habían convertido al cristianismo. Bowlby hizo arreglos para que fuesen recibidos por la reina Victoria, y al parecer le causaron una impresión muy favorable. A diferencia de otros que habían hecho algo similar y que fueron menos escrupulosos, Bowlby se preocupó de que los tres inuit regresasen al Ártico sanos y salvos. 
En 1860, Ebierbing y Tookoolito se unieron a Charles Francis Hall, y trabajaron estrechamente con él, ya que trataba de recopilar las tradiciones orales de los inuit acerca de la expedición del siglo XVI de Martín Frobisher. Tookoolito trabajó principalmente como intérprete de Hall, mientras que Ebierbing sirvió como guía y cazador. Después de haber localizado el lugar donde Frobisher estuvo acampado, Hall regresó a los Estados Unidos en 1862; Ebierbing y Tookoolito le acompañaron, junto con su hijo pequeño " Butterfly" (Inuktitut: Tukerliktu). Hall tuvo a su lado a la familia inuit cuando dio su conferencia sobre las reliquias de Frobisher en la American Geographical Society, y dado el gran interés que despertaron, acordó con P. T. Barnum exhibirlos en el Barnum's American Museum. Hall arregló su exhibición en el Boston Aquarial Gardens, pero viendo que no le pagaban detuvo el espectáculo y juró que nunca más haría tratos con el mundo del espectáculo. Sin embargo, Ebierbing y Tookoolito, junto con el bebé Tukerliktu, aparecieron junto a Hall en la costa este durante su gira de conferencias de 1863, la tensión de la gira causaron problemas de salud a "Hannah" y a su hijo, y unas semanas más tarde "Mariposa" murió. 
Junto con Tookoolito, acompañó a Hall en su última travesía, la expedición Polaris (1871-1873) que intentaba llegar al Polo Norte. Estuvieron con el grupo de miembros de la expedición que abandonaron el barco cuando quedó atrapado por el hielo y se creyó que iba a terminar destruido por la presión, el témpano sobre el que estaban comenzó a ir a la deriva alejándose del barco. Estuvieron sobre el témpano seis meses a la deriva, tiempo durante el que Ebierbing y el inuk groenlandés Hans Hendrik proporcionaron alimentos para todo el grupo cazando y pescando. Fueron rescatados por un barco dedicado a la caza de focas en abril de 1873. Durante la investigación que se realizó sobre la muerte de Hall, tanto Ebierbing como Tookoolito estuvieron de acuerdo con las afirmaciones que hizo el propio Hall antes de morir acerca de que había sido envenenado, pero al carecer de pruebas la comisión de investigación no llegó a ninguna conclusión. La pareja regresó a Groton, Connecticut donde se establecieron, aunque Ebierbing volvió periódicamente al Ártico para trabajar como guía, mientras que Tookoolito se quedaba al cuidado de Panik, una niña inuit que habían adoptado, y trabajando como costurera. Después de la experiencia sobre el hielo flotante, su hijo Panik se vio afectado en su salud, que ya nunca fue buena, y murió a la edad de nueve años, tras esa muerte, Hannah cayó enferma a su vez. Joe estaba con ella cuando murió el 31 de diciembre de 1876. 
Ebierbing murió en una fecha no determinada de 1881 en el Ártico; los detalles de su muerte se desconocen.